# NGC 4558
NGC 4558 ist eine linsenförmige Galaxie vom Hubble-Typ SB0 im Sternbild Haar der Berenike am Nordsternhimmel. Sie ist schätzungsweise 351 Millionen Lichtjahre von der Milchstraße entfernt und hat einen Durchmesser von etwa 80.000 Lj.
Im selben Himmelsareal befinden sich u. a. die Galaxien NGC 4556, NGC 4563, IC 3556, IC 3559.
Das Objekt wurde am 19. April 1827 vom britischen Astronomen John Herschel entdeckt.